# کورماران دم‌دراز
کورماران دم‌دراز (نام علمی: Ramphotyphlops) نام یک سرده از تیره کورماران است.